# Лора Бојкин
Лора Бојкин Окалебо је америчка рачунарска биологиња која користи суперрачунарство и геномику како би помогла пољопривредницима у подсахарској Африци. Проучавала је еволуцију пољопривредне штеточине беле мушице и идентификовала генетске разлике између различитих врста. Она сарађује са афричким научницима на развоју рачунарских и геномских вештина широм континента и виши је TED сарадник.

## Младост и образовање
Бојкин је одрасла са мајком, која је радила на кошаркашким утакмицама Финикс Санса како би платила Бојкиновој да студира на факултету. Студирала је биологију на Оксидентал колеџу, где је радила на чапаралном жбуну Arctostaphylos parryana. Преселила се на Државни универзитет Сан Франциска ради мастер студија, радећи са Бобом Патерсоном на филогенетској анализи врсте Arctostaphylos. Докторирала је 2003. године на Универзитету у Новом Мексику, где је радила у истраживачкој групи за теоријску биологију Националне лабораторије Лос Аламос. Овде је научила како да користи суперрачунар, анализирајући секвенцне податке грипа и хепатитиса Ц у настојању да обезбеди информације за вакцине Центра за контролу и превенцију болести (CDC). Бојкин се преселила у Министарство пољопривреде Сједињених Држава на Флориди, где је почела да истражује беле мушице. У то време, Европа је ограничила увоз цвећа из Флориде због забринутости због белих мушица. Након што је завршила постдокторско истраживање, Бојкин је предавала науку у средњој школи Џенсен Бич. Године 2009, Бојкин се преселила на Универзитет Линколн, где је радила у Истраживачком центру за биолошку заштиту.

## Истраживање и каријера
Од 2012. године, Бојкин Окалебо је виши истраживач у групи за биологију биљне енергије Аустралијског истраживачког савета на Универзитету Западне Аустралије. Заинтересовала се за Африку јер беле мушице које су пореклом са континента представљају основу њиховог филогенетског стабла, а након што је присуствовала радионици Фондације Била и Мелинде Гејтс, која је посетила малу фарму у Кенији која је озбиљно погођена њиховим утицајем. Она сарађује са афричким истраживачима како би користила геномику и суперрачунаре како би побољшала њихову способност да разумеју и решавају епидемије инсеката. Преносиви уређаји за секвенцирање ДНК које је увела у Африку помажу у борби против болести усева од 2017. године.
У настојању да утврди узроке уништавања усева маниоке, Бојкин Окалебо истражује разне врсте белих мушица у подсахарској Африци. Широм света, преко 700 милиона људи дневно зависи од маниоке за своје дневне калорије. Беле мушице преносе два вируса која су смртоносна за касаву; вирус мозаика касаве и вирус смеђих пруга касаве. Ови вируси се налазе у Танзанији, Уганди, Малавију, Зимбабвеу и Мозамбику. Бојкин Окалебо је посебно заинтересована за Bemisia tabaci (сребрнолисну белу мушицу), која мучи Источну Африку. Она сарађује са Институтом за пољопривредна истраживања Микочени (Танзанија), Одељењем за пољопривредна истраживања и техничке услуге (Малави) и Националним институтом за истраживање ресурса усева (Уганда) у оквиру Пројекта акције против вируса касаве (CVAP). Бојкин Окалебо директно сарађује са Џозефом Ндунгуруом, афричким научником који је донео биотехнологију у Африку. CVAP је користио Powsey Supercomputing Centre да би утврдио да је бела мушица заправо комплексна врста од преко 34 различите врсте. Рад Бојкин Окалебо и њених ратника касаве резултирао је повећањем приноса биљке касаве за преко 800%. Бојкин Окалебо је креирала WhiteFlyBase, простор за дељење података о врстама белих мушица.
Бојкин Окалебо је именована за старијег TED сарадника 2017. године. Свој први TED говор, „Зашто је касава борац против сиромаштва“, одржала је у Перту 2016. године, али се појавила и на главној TED бини у Ванкуверу где је расправљала о пројекту афричке касаве у белој мушици. Добила је титулу надарене грађанке 2017. године. Била је део Научног Фу Кампа 2019. године.